# Eremostachys tadshikistanica
Eremostachys tadshikistanica là một loài thực vật có hoa trong họ Hoa môi. Loài này được B.Fedtsch. mô tả khoa học đầu tiên năm 1936.